# Abdon Batista (municipio)
Abdon Batista es un municipio brasileño del estado de Santa Catarina. Tiene una población estimada al 2022 de 2 598 habitantes. Pertenece a la Región metropolitana de Contestado.

## Historia
Fue habitada por colonos en 1919 provenientes de Guaporé, Río Grande de Sur, familias de ascendencia italiana. A esta nueva comunidad la llamaron Vargem. Fue elevada a distrito el 2 de marzo de 1934 bajo el nombre de Abdon Batista, quien nació en Bahía y fue diputado y senador de Santa Catarina. Se emancipó de Campos Novos el 26 de abril de 1989.

## Características
- Fechas festivas:

Junio - Fiesta del municipio
25 de julio - Fiesta del Colono y del Motorista.
25 de noviembre - Fiesta de Nuestra Señora de la Salud (patrona de la ciudad).
- Las principales actividades económicas - Agro-ganadería.
- Colonización - Alemana e italiana.
- Localización - centro-oeste, en la Región Geográfica Inmediata de Chapecó, la 353 km de Florianópolis.[4]

## Localización
La principal vía de vinculación de Abdon Batista con el resto del estado es la ruta BR-470, a pesar de que se encuentra un poco distante de la ciudad. Viniendo por esta carretera, ya sea del litoral o del oeste, hay que continuar por la BR-282 unos 17 km (trecho sin pavimentar) y enseguida tomar la SC-456. Para quien viene del Río Grande del Sur, entrar en la SC-458 o SC-455 (hay un trecho sin pavimentación).